# Cheyenne Jackson
Pour les articles homonymes, voir Jackson.
Cheyenne Jackson, né le 12 juillet 1975 à Spokane, dans l'État de Washington, est un acteur et chanteur américain.
Il commence sa carrière au théâtre et se fait remarquer dans des comédies musicales saluées de Broadway. En parallèle, il se fait remarquer au cinéma et à la télévision où il enchaîne les rôles secondaires.
Après plusieurs apparitions, il se fait connaître auprès du grand public grâce à la série d'anthologie horrifique American Horror Story (2015-2019).

## Biographie
Il a grandi troisième de quatre enfants à la frontière entre les États d'Idaho et de Washington à Spokane, dans un environnement rural.
Son père David, qui est un ancien combattant de la guerre du Vietnam, a de lointaines origines amérindiennes et lui donne le nom de Cheyenne, en souvenir du feuilleton télévisé américain des années 1950.
Sa mère Sherri lui apprend la musique ainsi qu'à sa sœur et à ses deux frères. Il chante dès son plus jeune âge des chansons de Joan Baez, Joni Mitchell, Bob Dylan et d'Elvis Presley. La famille déménage à Spokane lorsqu'il est adolescent.
Il fait son coming out à l'âge de 19 ans, ce qui causa des tensions dans la famille car il est issu d'une famille très chrétienne et a un frère pasteur.
Il s'installe ensuite à Seattle pour travailler dans un magazine et faire du théâtre en amateur. Il décide en 2001 de lancer sa carrière à New York sur la scène.

### Carrière

#### Révélation à Broadway et seconds rôles
Dans un premier temps, il se fait connaître dans le milieu du divertissement, grâce à ses différentes prestations dans des comédies à musicales comme Aïda, All Shook Up, Altar Boyz et d'autres.
En 2005, il remporte le Theatre World Awards du meilleur acteur dans une comédie musicale.
En 2006, il se fait remarquer dans son premier long métrage, le film Vol 93 de Paul Greengrass. Cette production raconte l'histoire du Vol 93 United Airlines, dans le cadre des attentats du 11 septembre 2001. Jackson interprète le joueur de rugby américain Mark Bingham, une des victimes, qui avec d'autres hommes, a pris d'assaut le cockpit pour éliminer les terroristes, mais l'avion s'écrasa près de Shanksville en Pennsylvanie. Son action héroïque, son allure sportive et son homosexualité revendiquée en ont fait un personnage honoré par la communauté homosexuelle américaine, détruisant les stéréotypes.

Entre 2007 et 2008, il est l'un des premiers rôles de Xanadu, jouée à Broadway. Il apparaît ensuite dans les films Hysteria (2008), The Green (2011) et Price Check (2012). Le premier est un petit film d'horreur dans lequel il donne la réplique à Laura Allen et Emmanuelle Vaugier, le second est un drame romantique plébiscité lors de festivals du cinéma indépendant tandis que le troisième, porté par l'actrice Parker Posey, est salué par la presse. 

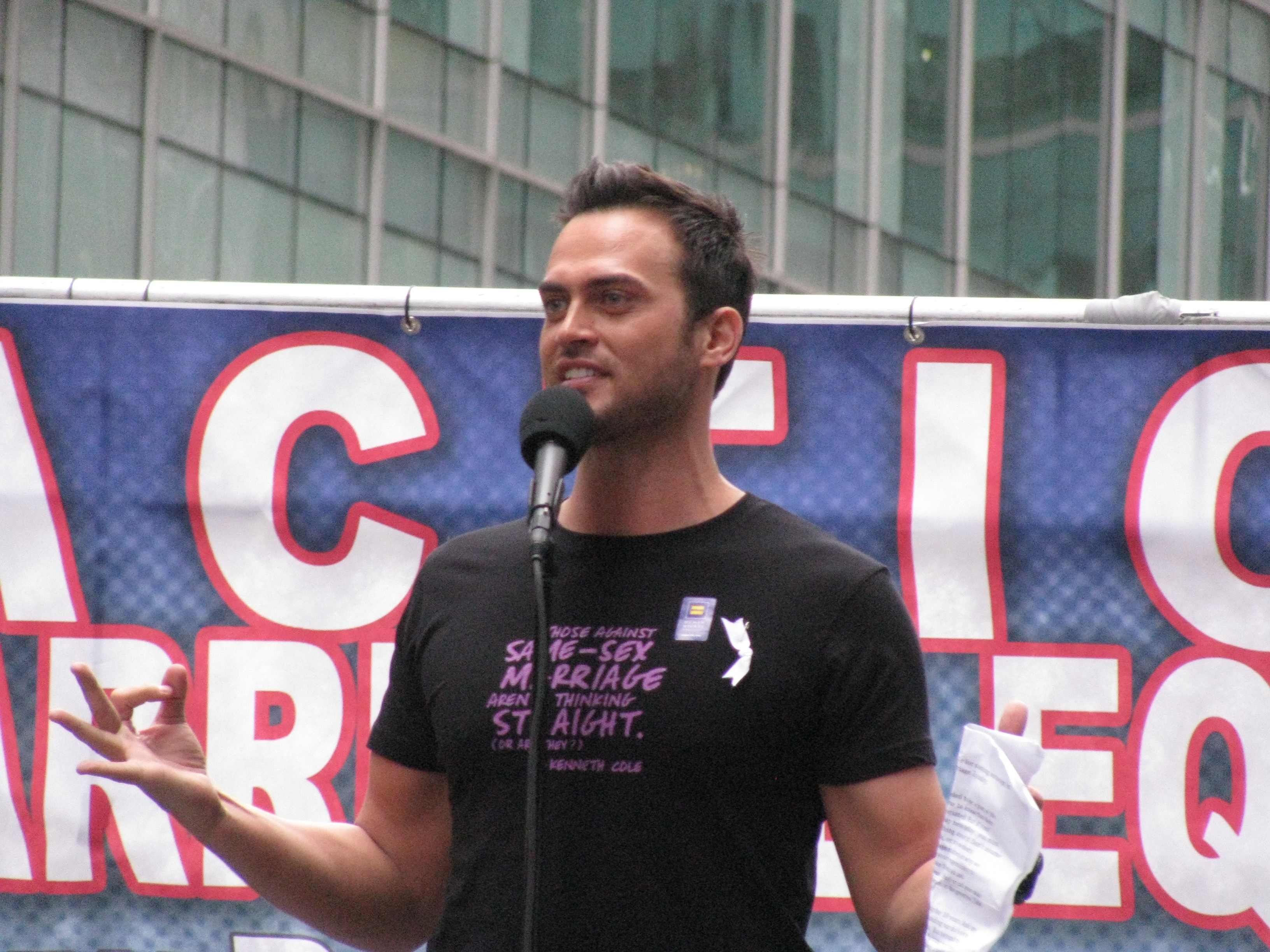
En mai 2009, lors d'une manifestation à New York pour le mariage homosexuel.

Entre-temps, le grand public le découvre, progressivement, grâce à plusieurs apparitions dans des séries télévisées à succès comme Ugly Betty, New York, police judiciaire, Mentalist, Life on Mars et d'autres,.
En parallèle, il poursuit à Broadway et sort ses propres albums comme The Power of Two (2008) avec Michael Feinstein, sous le label Harbinger Records et I'm Blue, Skies (2013).

#### Percée télévisuelle
Finalement, ce sont les rôles récurrents qu'il décroche dans 30 Rock et Glee qui accélèrent sa percée. En effet, en 2010, il succède à Idina Menzel dans le rôle du coach vocal de la série musicale à succès de Ryan Murphy, Glee. L'acteur apparaît ainsi dans trois épisodes de la seconde saison. Il joue aussi dans la série comique Larry et son nombril.
En 2012, l'acteur subit le rejet de deux pilotes de séries dans lesquelles il incarnait l'un des premiers rôles : Local Talent n'est pas retenu par USA Network lorsque Mockingbird Lane, pour le réseau NBC, sous la direction de Bryan Singer, est abandonné également.
En 2013, il donne la réplique à Matt Damon et Michael Douglas dans Ma vie avec Liberace de Steven Soderbergh. La même année, il poursuit à Broadway en étant l'une des têtes d'affiche de la comédie musicale The Performers. L'année suivante, il joue un jeune homme en couple avec un autre homme dans le drame indépendant Love Is Strange d'Ira Sachs qui traite du mariage pour tous.
En 2014, il est joue également dans la comédie musicale Lucky Stiff aux côtés de Jason Alexander et Dennis Farina mais cette production est un échec critique. La même année, il est la tête d'affiche d'un drame musical, The One I Wrote for You avec Kevin Pollak, Christine Woods et Christopher Lloyd; et il porte la comédie dramatique Six Dance Lessons in Sex Weeks d'Arthur Allan Seidelman aux côtés de Gena Rowlands.
En 2015, il poursuit dans le cinéma indépendant, en étant à l'affiche d'A Beautiful Now, un drame autour de la performance d'Abigail Spencer en tant que danseuse de ballet. Mais cette année-là, il est surtout à nouveau contacté par Ryan Murphy pour participer à la saison 5 d'American Horror Story, partageant la majorité de ses scènes avec Lady Gaga, tête d'affiche de cette saison. Dès lors, l'acteur incarne des rôles réguliers dans cette série d'anthologie horrifique. Il est ainsi présent dans la saison 6, et en 2017, il rempile pour la saison 7 d'American Horror Story, qui est cette fois, centrée sur l'élection de Donald Trump en tant que président des États-Unis.
En 2017, il est à l'affiche de l'adaptation cinématographique de la comédie musicale Hello Again, aux côtés de la respectée Audra McDonald, une production qui est présentée au Festival international du film de Toronto.
Puis, il poursuit ses apparitions en tant que guest-star dans de nombreuses séries comme Will et Grace, American Woman, American Housewife,,.
En 2018, il poursuit cette fructueuse collaboration en étant au casting de la saison 8 d'American Horror Story, qui réalise un crossover entre les personnages de la saison 1 et de la saison 3. L'année suivante, il incarne le personnage d'Hadès dans le téléfilm de la collection des Disney Channel Original Movie réalisé par Kenny Ortega, Descendants 3.
Puis, il joue dans quelques épisodes de la série Watchmen. En 2020, il se produit en solo lors d'un concert à Londres organisé pendant la marche des fiertés.

### Vie privée
Il revendique ouvertement son homosexualité. Il s'est marié le 3 septembre 2011 à New York avec son compagnon de longue date le scientifique Monte Lapka. Il annonce cependant son divorce en août 2013.
En octobre 2013, il rencontre l'entrepreneur Jason Landau dans un centre de désintoxication (pour une addiction non précisée) et le révèle sur Instagram. En février 2014, ils annoncent leurs fiançailles et se marient le 13 septembre 2014. Le 7 octobre 2016, ils deviennent parents de jumeaux prénommés Willow et Ethan après avoir eu recours à la gestation pour autrui.
Il est l'un des ambassadeurs de la fondation américaine pour la recherche contre le SIDA et également ambassadeur national de l'institut Hetrick-Martin,.

## Théâtre et comédies musicales

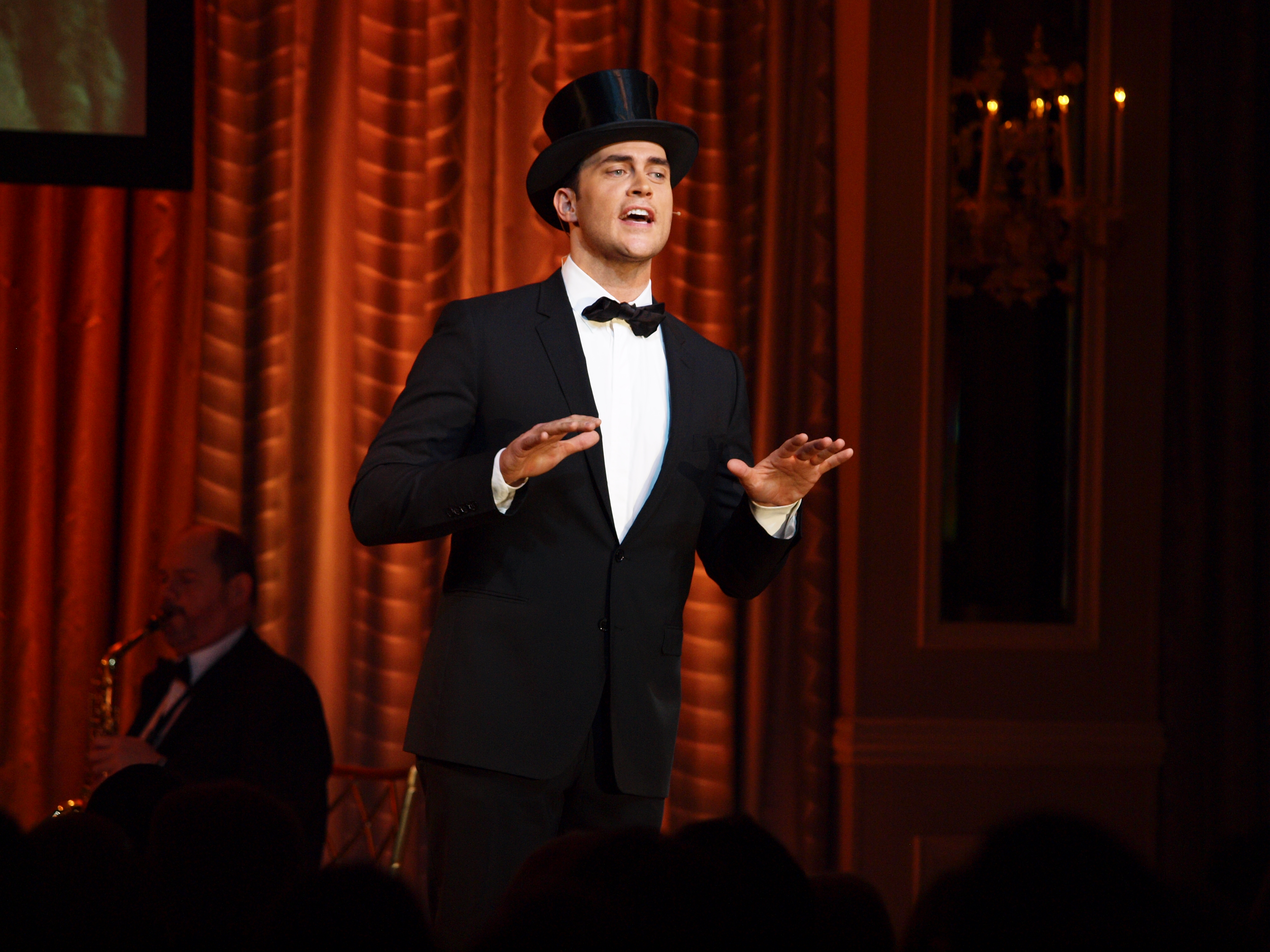
Lors d'une performance pendant le Drama League Benefit Gala, en février 2010, en l'honneur d'Angela Lansbury.

Sauf indication contraire ou complémentaire, les informations mentionnées dans cette section proviennent de la base de données IBDb.
- 1995 : Kiss Me, Kate, Spokane Civic Theatre : Bill Calhoun / Lucentio
- 1996 : Kismet, Spokane Civic Theatre : Hajj
- 1997 : Carousel, Spokane Civic Theatre : Billy Bigelow
- 1998 : Children of Eden, Jane Addams Theatre : Cain / Japheth
- 2002-2003 : Thoroughly Modern Millie, Marquis Theatre - Broadway : laveur de vaisselle et ensemble / Jimmy Smith / Trevor Graydon III
- 2003 : Aida, Palace Theatre - Broadway : Radames
- 2003 : The Rocky Horror Show, 5th Avenue Theatre : Rocky
- 2004 : Altar Boyz, Puerto Rican Traveling Theater - New York, Original Broadway Cast : Matthew
- 2005 : All Shook Up, Palace Theatre : Chad
- 2005 : On the Twentieth Century, New Amsterdam Theatre - Broadway : Porter
- 2005 : The 24 Hours Plays 2005 , American Airlines Theatre - Broadway : Kevin
- 2006 : The Agony and The Agony, Vineyard Theatre - Off-Broadway : Chet
- 2007 : It's a Bird... It's a Plane... It's Superman : Superman/Clark Kent
- 2007-2008 : Xanadu, Helen Hayes Theatre - Revival de Broadway : Sonny
- 2008 : Damn Yankees, New York City Center - Off-Broadway : Joe Hardy
- 2009 : Finian's Rainbow, New York City Center, revival de Broadway : Woody Mahoney
- 2009-2010 : Finian's Rainbow, St. James Theatre, revival de Broadway : Woody Mahoney
- 2011 : 8, St. James Theatre : Paul Katami
- 2012 : Barack on Broadway - The Heart of the Matter, Lucille Lortel Theatre - Off-Broadway : Lui
- 2012 : The Performers, Longacre Theatre - Broadway : Mandrew
- 2013 : West Side Story, Symphonie de San Francisco, Davies Hall : Tony
- 2014 : The Most Happy Fella, New York City Center : Joe
- 2016 : The Secret Garden, Lincoln Center : Dr. Neville Craven
- 2019 : Into the Woods, Hollywood Bowl : Le loup / le Prince (Cendrillon)
- 2022 : Into the Woods, St. James Theatre : Le loup / le Prince (Cendrillon)
- 2024 : Once Upon A Mattress, New York City Center : Sir Harry
- 2024 : La Cage aux folles, Pasadena Playhouse - Los Angeles : Georges

## Discographie
- 2004 : Altar Boyz, Original Broadway Cast
- 2007 : Xanadu, Broadway Revival
- 2008 : The Power of Two (avec Michael Feinstein)[29]
- 2009 : Finian's Rainbow, Broadway Revival
- 2013 : I'm Blue, Skies[22]
- 2016 : Renaissance[29]

## Filmographie

### Cinéma

#### Longs métrages
- 2006 : Vol 93 (United 93) de Paul Greengrass : Mark Bingham
- 2008 : Hysteria de Frank Lin : Scott
- 2011 : The Green de Steven Williford (en) : Daniel
- 2012 : Price Check de Michael Walker (en) : Ernie
- 2012 : Lola Versus de Daryl Wein (en) : Roger
- 2013 : Mutual Friends de Matthew Watts : Christoph
- 2014 : Love Is Strange d'Ira Sachs : Ted
- 2014 : Lucky Stiff (en) de Christopher Ashley (en) : MC
- 2014 : The One I Wrote for You d'Andrew Lauer : Ben Cantor
- 2014 : Six Dance Lessons in Six Weeks d'Arthur Allan Seidelman : Michael Minetti
- 2015 : A Beautiful Now de Daniela Amavia (en) : David
- 2015 : Day Out of Days de Zoe R. Cassavetes : Phil
- 2016 : Bear with Us de William J. Stribling : Hudson
- 2016 : Opening Night de Jack Henry Robbins : Eli Faisel
- 2017 : Hello Again de Tom Gustafson : Robert
- 2017 : Splitting Image de Nick Everhart : Marcus
- 2018 : Hurricane Bianca 2: From Russia with Hate (en) de Matt Kugelman : Boris
- 2021 : Loups-Garous (Werewolves Within) de Josh Ruben : Devon Wolfson
- 2024 : Borderlands d'Eli Roth : Jakobs (scènes coupées au montage)

#### Courts métrages
- 2005 : Curiosity de Scott Peehl : Luke
- 2010 : Photo Op de Shawn Nacol : Zig
- 2011 : Smile de Lauren Elmer : Dr Steve
- 2013 : The Gay Christian Mingle de Bryan Safi
- 2014 : Dragula de Frank Meli : Mr. Newton
- 2022 : Brutal de Sam McConnell : Jack Roth

### Télévision

#### Séries télévisées
- 2008 : Les Reines de Manhattan (Lipstick Jungle) : Bryce (saison 2, épisode 8)
- 2009 : Life on Mars : Sebastian Grace (saison 1, épisode 10)
- 2009 : Ugly Betty : Timothy D'Artagnan (saison 3, épisode 17)
- 2009 : Mentalist : Un policier (saison 1, épisode 19)
- 2009-2013 : 30 Rock : Jack "Danny" Baker (saison 4 à 7, 12 épisodes)
- 2010 : New York, police judiciaire (Law & Order) : Jon Sorrentino (saison 20, épisode 16)
- 2010 : Glee : Dustin Goolsby (saison 2, épisodes 1, 17 et 22)
- 2011 : Larry et son nombril (Curb Your Enthusiasm) : Terry (saison 8, épisode 8)
- 2012 : Local Talent : Dr Tim Brody (pilote non retenu par USA Network[10])
- 2012 : Mockingbird Lane de Bryan Singer : Steve (pilote non retenu par NBC[11])
- 2013 : Full Circle : Peter Barlow (saison 1, épisodes 7, 8 et 10)
- 2014 : Les Experts (CSI : Crime Scene Investigation) : Nebula 1 (saison 14, épisode 21)
- 2014 : Royal Pains : Sam (saison 6, épisode 9)
- 2014 : HR : Tim Harcourt (pilote non retenu par Lifetime[30])
- 2015-2016 : American Horror Story : Hotel : Will Drake (12 épisodes)
- 2016 : American Horror Story : Roanoke : Sidney Aaron James (10 épisodes)
- 2017 : American Horror Story : Cult : Docteur Rudy Vincent (11 épisodes)
- 2017 : The Real O'Neals : Mr. Peters (saison 2, épisode 15)
- 2017 : Sense8 : Blake Hunntington (saison 2, épisode 10)
- 2018 : American Horror Story : Apocalypse : John Henry Moore (10 épisodes)
- 2018 : Modern Family : Max (saison 9, épisode 13)
- 2018 : Will & Grace : Michael (saison 9, épisode 14)
- 2018 : American Woman : Greg Parker (saison 1, 7 épisodes)
- 2019 : American Housewife : Johnny Diamond (saison 3, épisode 12)
- 2019 : RuPaul's Drag Race : Lui-même, juge (saison 11, 2 épisodes)
- 2019 : Watchmen : Hooded Justice (3 épisodes)
- 2019 : The Morning Show : Lui-même (saison 1, épisode 5)
- 2020 : Julie and the Phantoms : Caleb (4 épisodes)
- 2020 : Saved by the Bell : René (3 épisodes)
- 2020 : Equal : Dale Jennings (saison 1, épisode 1)
- 2021-2023 : Call Me Cat : Max (53 épisodes)
- 2024 : Doctor Odyssey : Brian (saison 1, épisode 7)

#### Téléfilms
- 2008 : Family Practice de Bart Freundlich : Sebastian Kinglare
- 2010 : It Takes a Village de Michael Fresco (en) : Scott
- 2013 : Onion News Empire de Todd Strauss-Schulson (en) : Cameron Grey
- 2013 : Ma vie avec Liberace (Behind the Candelabra) de Steven Soderbergh : Billy Leatherwood
- 2014 : Open de Ryan Murphy : Un acteur
- 2019 : Descendants 3 de Kenny Ortega : Hadès[31]
- 2021 : Descendants : Le Mariage royal (Descendants: The Royal Wedding) (court-métrage) de Salvador Simó : Hadès (voix)
- 2021 : A Clüsterfünke Christmas d'Anna Dokoza : Frank

### Clips
- 2012 : Before You de Nick Everhart (en) : L'homme (également producteur)
- 2019 : Do What You Gotta Do avec Dove Cameron (issue de la bande originale de Descendants 3)

## Distinctions

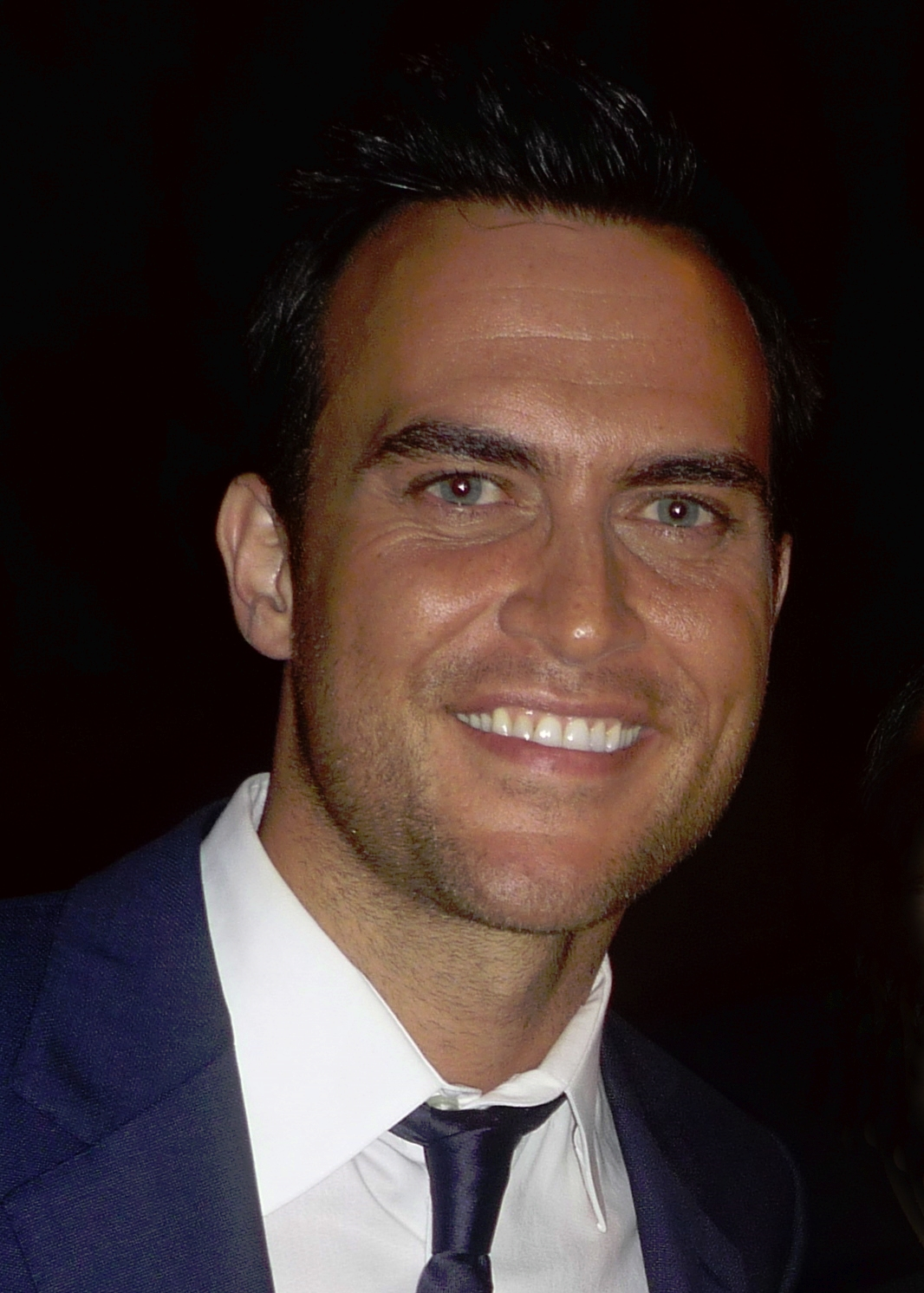
Lors de la cérémonie des GLAAD Media Awards, en 2009.

Sauf indication contraire ou complémentaire, les informations mentionnées dans cette section proviennent des bases de données IMDb et IBDb.

### Récompenses
- Theatre World Awards 2005 : meilleur acteur dans une comédie musicale pour All Shook Up
- FilmOut San Diego (it) 2011 : meilleur acteur dans un second rôle pour The Green
- FilmQuest 2016 : meilleur acteur dans un second rôle pour Bear with Us
- Orlando Film Festival (en) 2016 : meilleure distribution pour Bear with Us

### Nominations
- Outer Critics Circle Award 2005 : meilleur acteur dans une comédie musicale pour All Shook Up[33]
- Drama Desk Awards 2008 : meilleur acteur dans une comédie musicale pour Xanadu
- Drama Desk Awards 2010 : meilleur acteur dans une comédie musicale pour Finian's Rainbow
- 57e cérémonie des Grammy Awards 2015 : meilleur album de comédie musicale pour West Side Story
- Hill Country Film Festival (en) 2016 : meilleur acteur pour Bear with Us